# Luigi Gherzi
Luigi Edoardo Alfredo Gherzi (Lu Monferrato, 27 settembre 1889 – Cefalonia, 22 settembre 1943) è stato un generale italiano che fu comandante della fanteria della Divisione "Acqui" di stanza a Cefalonia. Catturato presso il suo comando tattico in località Kokkolata venne subito dopo ucciso dai tedeschi insieme agli ufficiali del comando. Decorato con la medaglia d'oro al valor militare alla memoria.

## Biografia
Nacque a Lu Monferrato (provincia di Alessandria) il 27 settembre 1889, figlio di Alberto, di professione agricoltore, e di Savina Borghino. Dopo aver conseguito il diploma di ragioniere si arruolò nel Regio Esercito prendendo parte alla guerra italo-turca e poi alla prima guerra mondiale.
Assunto il comando del 68º Reggimento fanteria "Palermo" di stanza a Novara con il grado di colonnello, nel 1939 il reggimento assunse la denominazione di 68º Reggimento fanteria "Legnano", in forza alla 58ª Divisione fanteria "Legnano", venendo trasferito a Legnano.
Alla testa del suo reggimento dopo una breve permanenza sul fronte occidentale in posizione di riserva, nel marzo 1941 partì per il fronte greco, dove prese parte alle operazioni belliche fino al maggio dello stesso anno. Nel corso del 1941 assunse l'incarico di Capo di stato maggiore della 26ª Divisione fanteria "Assietta", passando l'anno successivo al Comando della Difesa Territoriale di Firenze. Promosso Generale di brigata il 1 luglio 1942, assunse poi, dal 21 seguente, il comando della fanteria della 154ª Divisione fanteria "Murge", una unità con compiti di presidio militare nei territori jugoslavi: Nel febbraio 1943, durante il suo comando interinale della divisione "Murge", subì un grave rovescio da parte dei partigiani erzegovesi perdendo l'intero 259º reggimento di fanteria e perciò fu sostituito dal generale Bartolomeo Pedrotti e sottoposto ad un'inchiesta. Passò quindi dal 7 giugno del 1943 al comando della fanteria divisionale della Divisione "Acqui" con Quartier generale sull'isola di Cefalonia.
All'atto della firma dell'armistizio dell'8 settembre 1943, si trovava presso il suo comando ad Argostoli, dove vi era anche il comando della divisione. Con il peggiorare dei rapporti con i tedeschi per motivi di sicurezza il generale Antonio Gandin decisi di separare i due comandi, trasferendoli in due località ben distinte. Gandin si spostò a Razata, mentre Gherzi si trasferì in località Kokkolata, vicino Keramies, trovando alloggio presso la "Casa del Dottore". Deciso sostenitore della resistenza contro i tedeschi, s’impegnò ad oltranza nella sua organizzazione. Durante i combattimenti tra le truppe italiane e quelle tedesche, il 22 settembre 1943 il suo comando fu attaccato a colpi di mortaio e circondato dai soldati tedeschi che irruppero all'interno. Sulla porta dell'edificio cadde colpito a morte il tenente colonnello Sebastiano Sebastiani, che aveva tentato di impugnare la pistola d'ordinanze. All’interno furono catturati il generale Gherzi, il suo ufficiale d’ordinanza, tenente Guido Dal Monte, e quattro altri ufficiali. Fatti uscire dall'edificio gli ufficiali vennero fucilati alle spalle sul bordo del fossato anticarro assieme ai sottotenenti Alberto Drago e Alfredo Porcelli. Testimoni oculari riferiscono che Gherzi si sia girato ed abbia scoperto il petto gridando “Viva l'Italia. Viva il Re”. Per onorarne la memoria fu decretata la concessione della Medaglia d'oro al valor militare.
Le sue spoglie mortali vennero esumate a Cefalonia nel 1944, e successivamente inumate nel Famedio di Novara. In quella stessa città gli fu intitolata una via, e posta una lapide ricordo inaugurata alla presenza dell'allora Presidente della Repubblica Sandro Pertini. Anche una via di Roma porta il suo nome, così come una piazza del suo paese natale.

### Annotazioni
1. ↑  La famiglia risiedeva alla cascina Orto dei Bobba, appartenente ad una delle più influenti del paese, di Quargnento.
2. ↑  A Novara la famiglia del colonnello Gherzi abitava in casa Tosi, sita in via Magnani Ricotti, situata vicino alla caserma della fanteria.
3. ↑  Composta dal 17º e 317º Reggimento fanteria.
4. ↑  Secondo alcune testimonianze si trattava dei tenenti Ermete Ferrara, Gracco Mosci, Silvio Dattola e del sottotenente Giovanni Gangemi.
5. ↑  Si trattava dello stesso luogo dove si erano svolti i primi combattimenti.
6. ↑  Per decisione di uno dei due figli del generale Gherzi, l'ingegnere Mario, la Medaglia d’oro al valor militare è andata ad arricchire il patrimonio di cimeli presenti nel Museo storico della fanteria di Roma, dove si trova tuttora esposta.

### Fonti
1. 1 2 3 4  Luigi Angelino, Roggero Dionigi, Il gen. Gherzi di Lu, Trucidato dai tedeschi a Cefalonia – Medaglia d'oro alla memoria in Il Monferrato, Casale Monferrato, 5 aprile 2012.
2. ↑  Pettibone 2010, p. 121.
3. ↑  Pettibone 2010, p. 38.
4. ↑  Pettibone 2010, p. 125.
5. 1 2 3 4  Colacchi 2013, p. 44.
6. ↑  Pettibone 2010, p. 126.
7. 1 2  Meyer 2008, p. 304.
8. 1 2  Formato 1968, pp. 75-79.
9. ↑  Registrato alla Corte dei Conti il 14 marzo 1953, Esercito registro 10, foglio 232.